# Jaskółczy ogon (architektura)

Merlony w blankach

Jaskółczy ogon (rybi ogon) – motyw ozdobny w kształcie dwóch ćwierćkół odwróconych łukami do siebie stosowany w architekturze różnych krajów i okresów. Występował m.in. w jednej z odmian późnośredniowiecznego blankowania.
W XIV i XV wieku głównie we Włoszech rozpowszechniło się ozdobne blankowanie budowli nieobronnych, gdzie zęby czyli tzw. merlony w blankach przybierały kształt „jaskółczego ogona” (blankowanie gibellińskie).
Jaskółczym ogonem nazywano także nakładkowe, zacięte trapezowo łączenie ciesielskie konstrukcji drewnianych.